# Atacul armat de la Utrecht (2019)
Atacul armat de la Utrecht din 2019 a avut loc în data de 18 martie într-un tramvai din zona centrală a orașului olandez Utrecht. Atacul s-a soldat cu moartea a trei persoane persoane și rănirea altor nouă. Poliția locală a descris incidentul ca fiind „un atac terorist islamist”.
Inițial s-a raportat că una dintre femeile împușcate în timpul atacului ar fi putut fi țintă din motive familiale, iar alți pasageri care au intervenit în ajutorul ei au fost, de asemenea, împușcați. Cu toate acestea, mai târziu, autoritățile au anunțat că nu există nicio dovadă de legătură între criminal și victime. În schimb, o notă găsită în mașina de evadare a sugerat motivul atacului ca fiind de natură islamistă.
Poliția din Utrecht a dat publicității poza atacatorului, identificat ca Gökmen Tanis, un bărbat de 37 de ani născut în Turcia, arestat după o urmărire generală opt ore mai târziu după atac. Cunoscuții îl descriu drept „un drogat”, „alcoolic” și „nebun de legat”. A fost descris drept musulman pios care predica morala în anumite zile și drept beat sau drogat în zilele următoare. Fusese arestat anterior, dar nu pentru infracțiuni politice sau terorism, ci pentru viol (verdictul definitiv nu a fost dat încă), furt din magazin, intrare prin efracție și deținere ilegală de arme. Un alt suspect de 40 de ani a fost arestat pe 19 martie 2019.
O scrisoare găsită în automobilul folosit de suspectul principal pentru a fugi de la locul crimei sugerează motivații teroriste. Procurorii l-au acuzat pe suspect de omoruri multiple cu motive teroriste. Ipoteza unui omor de răzbunare pe o femeie care ar fi încheiat o relație amoroasă cu el nu a putut fi confirmată.
Suspectul a recunoscut că a făptuit omorurile.
Pe 20 martie 2020, Tanis a fost condamnat la închisoare pe viață.